# Ramón Muñoz
Ramón Muñoz (Madrid, 24 de junio de 1971 - ) Escritor español. Ingeniero Técnico de Obras Públicas y Técnico Superior en Prevención de Riesgos Laborales, compagina su actividad profesional con la escritura. Durante la mayor parte de su carrera como escritor se centró en la Ciencia ficción hasta la publicación, a principios de 2012, de su primera Novela histórica: La tierra dividida. Además, ha realizado colaboraciones como articulista y crítico literario en las revistas Gigamesh, Galaxia, Solaris, Ad Astra y Pórtico, además de participar en la colección de ensayos De profundis (Artifex Ediciones, 2000)

## Obra literaria

### Novelas
- 2012 La tierra dividida Novela histórica, ISBN 978-84-96952-99-7 Ediciones Pàmies[1]
- 2013 El brillo de las lanzas Novela histórica, ISBN 978-84-15433-34-7 Ediciones Pàmies[2]
- 2015 Señor de Madrid Novela histórica, ISBN 978-84-16331-10-9 Ediciones Pàmies[3]

### Antologías
- 2007 Transformándose (Ediciones Mandrágora) ISBN 978-84-935603-3-1 (Contiene los relatos: Las sombras peregrinas, El paso del mar calmo, Los cazadores de nubes, Imperio, Bajando, Los hombres del Tajo, Los sirvientes, D de destructor, Transformándose y Cambio de guardia)[4]
- 2015 D de Destructor y otros relatos (Ediciones Cyberdark) ISBN 9788415157144  (Contiene los relatos: "D de destructor, Las sombras peregrinas, Transformándose, Los sirvientes, Los cazadores de nubes, Bajando, Banderas victoriosas, El paso del mar calmo, En la casa del veneno, Imperio, Los hombres del río, Días de tormenta)
- 2015 Retales del pasado: Antología de relatos históricos. Autores: Javier Negrete, Teo Palacios, Sebastián Roa, Magdalena Lasala, José de Cora Paradela, Francisco Narla, Manuel Sánchez-Sevilla, Mado Martínez, Carla Montero, Olalla García, Ramón Muñoz, Carlos Aurensanz, Miguel Aceytuno, Nerea Riesco, Carolina Molina, Ricard Ibáñez, María Pilar Queralt del Hierro, Javier Pellicer, Concepción Perea

### Relatos
- 1999 Días de tormenta (Revista Gigamesh n.º 17)
- 1999 El paso del mar calmo (Revista Artifex n.º 2)
- 1999 D de destrucción (Finis Terrae n.º 9)
- 2000 Los sirvientes (Revista Artifex n.º 3)
- 2000 Hades (Antología Fabricantes de sueños 2000. AEFCF)
- 2000 Las sombras peregrinas (Revista Artifex n.º 4)
- 2000 Bajando (Revista Artifex n.º 5)
- 2001 Proteo en el escenario” (Antología Visiones 2001. AEFCF)
- 2001 Transformándose” (Antología Transformándose. Ediciones Mandrágora)
- 2002 Los cazadores de nubes (Antología Los cazadores de nubes y otros relatos. Equipo Sirius S.A.)
- 2003 Días de tormenta (Antología de la Ciencia Ficción española 1982-2002. Editorial Minotauro)
- 2003 Cambio de guardia  (Antología Transformándose. Ediciones Mandrágora)
- 2003 Imperio (Revista Artifex nº10)
- 2005 En la casa del veneno (Antología Transformándose. Ediciones Mandrágora)
- 2006 Arquitectura fascista (Antología Franco. Una historia alternativa. Editorial Minotauro)
- 2007 Los hombres del Tajo (Antología Transformándose. Ediciones Mandrágora)
- 2009 Hacia el Survillion (Antología Cefeidas. Ediciones Mandrágora)
- 2013 En el filo (Antología Terra Nova Vol. 2. Fantascy)

### Premios[5]
- 1999 VIII Domingo Santos por D de Destrucción
- 1999 XI Alberto Magno por Bajando
- 2001 XI Pablo Rido por Los ladrones de nubes
- 2004 Premio Ignotus a la mejor novela corta por Imperio
- 2005 XIV Pablo Rido por En la casa del veneno
- 2007 XVII Pablo Rido por  Hacia el Survillión